# Раппопорт, Ксения Александровна

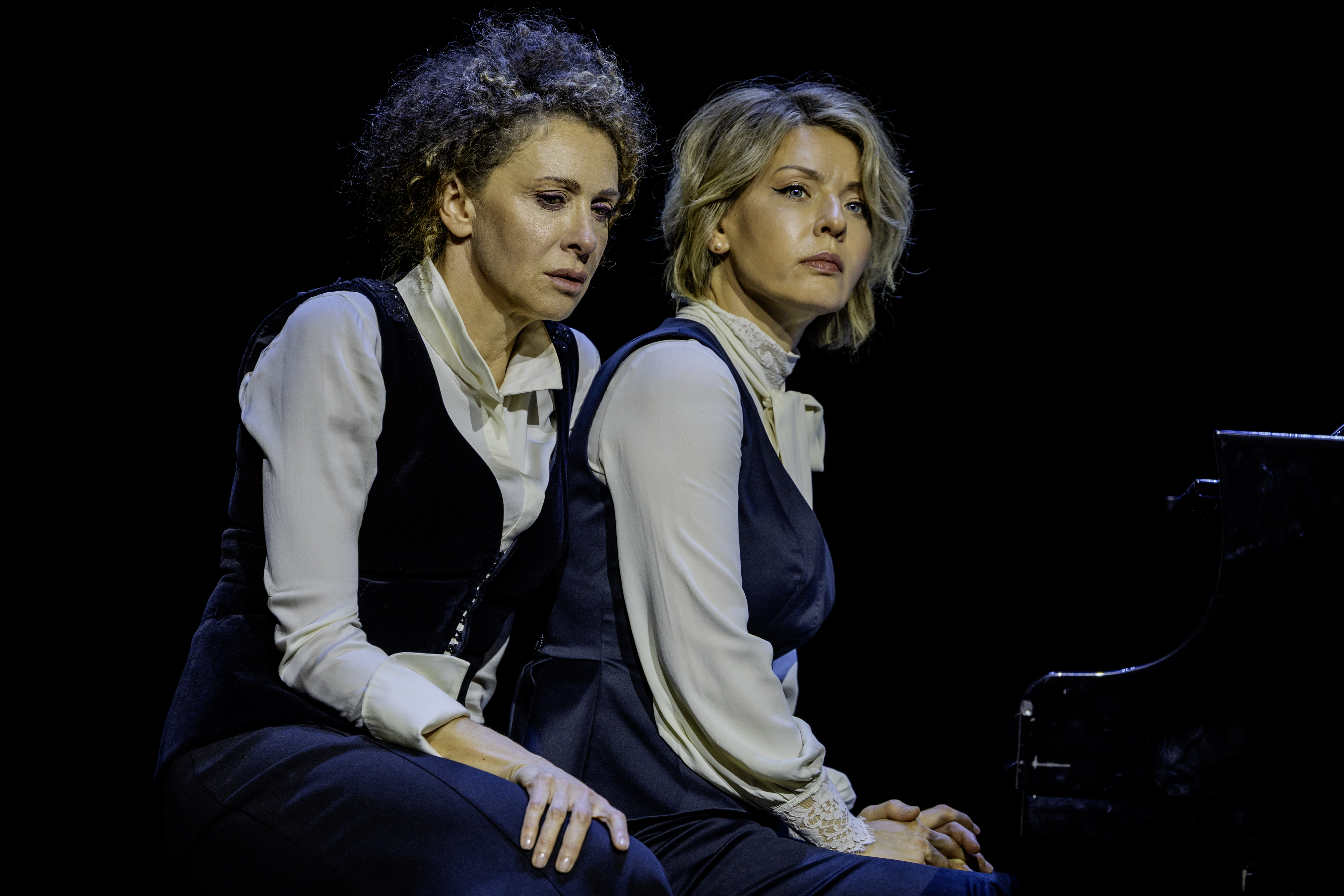
Ксения Раппопорт и Полина Осетинская в постановке «Неизвестный друг»". Израиль. 2025

Ксе́ния Алекса́ндровна Раппопо́рт (род. 25 марта 1974, Ленинград) — российская актриса театра, кино и дубляжа. Народная артистка Российской Федерации (2015). Обладательница Кубка Вольпи (2009).

## Биография
Родилась 25 марта 1974 года в Ленинграде в семье архитектора Александра Павловича Раппопорта (род. 1944) и инженера Ирины Борисовны Гринер (род. 1945), выпускницы кафедры систем автоматического управления факультета электротехники и автоматики Ленинградского электротехнического института (1967). Внучка видного историка древнерусского зодчества Павла Александровича Раппопорта и археолога-реставратора Евгении Григорьевны Шейниной, выросла в их квартире на 3-й Советской улице, дом № 7, кв. 8.
Училась в ленинградской гимназии № 155 с углублённым изучением французского языка, занималась музыкой и спортом, а в старших классах увлекалась кукольным театром.
В 1991 году, окончив среднюю школу, поступила в Санкт-Петербургскую государственную академию театрального искусства (СПбГАТИ), на курс актёрского мастерства В. М. Фильштинского. Четыре раза бросала учёбу, сомневаясь в своём призвании. В 2000 году окончила СПбГАТИ и была приглашена в стажёрскую группу Санкт-Петербургского Малого драматического театра. Дебютом Ксении в этом театре стала роль Нины Заречной в спектакле «Чайка» по одноимённой пьесе Чехова, поставленном режиссёром Львом Додиным в 2001 году. Актриса также играет девушку в «Клаустрофобии» (МДТ), Елену Андреевну в «Дяде Ване» (премия «Золотой софит» 2003 года за лучшую женскую роль) и Софью в «Пьесе без названия» в постановке Льва Додина в МДТ, Иокасту в спектакле «Царь Эдип», Беатриче в «Слуге двух господ» и Исмену в «Антигоне» в Государственном драматическом Театре на Литейном.
Дебютировала в кино в возрасте шестнадцати лет в эпизодической роли в фильме Дмитрия Астрахана «Изыди!» (1991), съёмки в котором повлияли на решение Ксении стать актрисой. В том же году снялась в фильме «Русская невеста». Затем были роли Марии в «Анне Карениной», Елены в «Цветах календулы», Натуси в «Плачу вперёд!». Актриса снималась в сериалах «Бандитский Петербург. Фильм 3. Крах Антибиотика», «По имени Барон», «Нож в облаках», «Гибель империи», «Ликвидация», фильмах «Невестка», «Всадник по имени Смерть» и др.
В 2006 году сыграла главную роль в фильме итальянского режиссёра Джузеппе Торнаторе «Незнакомка» («La Sconosciuta»), за которую в 2007 году была удостоена премии «Давид ди Донателло» Итальянской академии кинематографии в категории «Лучшая женская роль».
В 2008 году вела церемонию открытия и закрытия 65-го Венецианского кинофестиваля.
За роль Любови Павловны в драме «Юрьев день» (2008) режиссёра Кирилла Серебренникова была награждена призом за лучшую женскую роль Открытого российского кинофестиваля «Кинотавр». За эту роль актриса также получила приз «Белый слон» за лучшую женскую роль 2008 года от Гильдии киноведов и кинокритиков России.
В 2009 году на церемонии вручения российской кинопремии «Золотой орёл» стала лауреатом в двух номинациях: «Лучшая женская роль в кино» (за роль в фильме «Юрьев день») и «Лучшая женская роль на телевидении» (за роль в телесериале «Ликвидация» режиссёра Сергея Урсуляка). В телесериале «Исаев» Сергея Урсуляка актриса исполнила роль ресторанной певицы Лидии Боссэ — агента российской разведки, искусительницы юного Штирлица.
26 мая 2009 года «за выдающуюся гражданскую деятельность» удостоена римской премии «Симпатия» («Premio Simpatia — 2009»), учреждённой в 1971 году итальянским журналистом и знатоком римской истории Доменико Пертика (Domenico Pertica). В зале «Протомотека» («Protomoteca») Капитолийского дворца в Риме на XXXIX торжественной церемонии награждения лауреатов премии актрисе вручена статуэтка «Бронзовая роза» («Rosa» in bronzo) работы итальянского скульптора Ассена Пеикова (Assen Peikov).

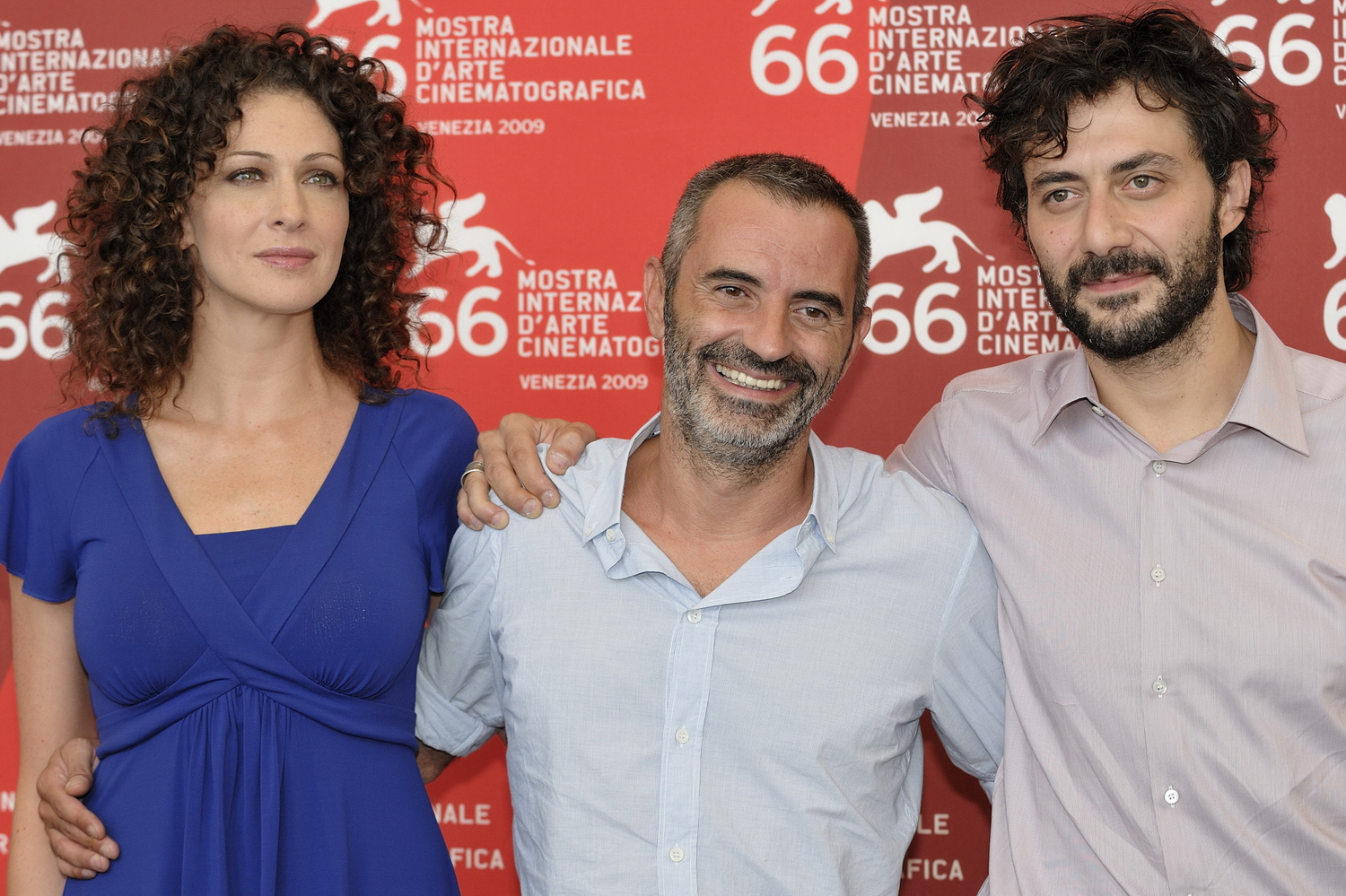
Ксения Раппопорт, Джузеппе Капотонди (ит.) и Филиппо Тими на 66-м Венецианском кинофестивале, 10 сентября 2009 года.

12 сентября 2009 года за роль Сони в итальянском художественном фильме «Двойное время» («La doppia ora») режиссёра Джузеппе Капотонди удостоена приза «Кубок Вольпи» за лучшую женскую роль 66-го Венецианского кинофестиваля.
11 декабря 2009 года Раппопорт «за заслуги в области искусства» присвоено почётное звание «Заслуженный артист Российской Федерации».
В 2011 году снялась в телесериале Сергея Снежкина «Белая гвардия» и в фильме Жозе Дайан «Распутин».
27 января 2012 года за роль Марии Ильиничны в мелодраме «Два дня» (2011) режиссёра Авдотьи Смирновой стала лауреатом российской кинопремии «Золотой орёл» в номинации «Лучшая женская роль в кино».
27 июня на 58-м Международном кинофестивале в Таормине (Сицилия, Италия) Раппопорт вручена специальная премия «Золотой лев», учреждённая провинцией Мессина, за роль в художественном фильме «Юрьев день» (2008) режиссёра Кирилла Серебренникова.
29 июня 2013 года на 35-м Московском международном кинофестивале награждена специальным призом «За покорение вершин актёрского мастерства и верность принципам школы К. С. Станиславского». На церемонии закрытия фестиваля, проходившей в театре «Россия», награду актрисе вручил кинооператор Вадим Юсов.
В июле 2013 года вошла в состав жюри программы «Горизонты» («Orizzonti») 70-го Венецианского кинофестиваля, в рамках которой оцениваются игровые и документальные фильмы, представляющие новые тенденции в развитии кинематографа.
В номинации «Мастерство актёра» (лучшая женская роль) удостоена премии Станиславского (театральный сезон 2012—2013) на Международном театральном фестивале «Сезон Станиславского» — за роль Леди Мильфорд в спектакле «Коварство и любовь» в постановке Льва Додина (МДТ — Театр Европы).
31 января 2014 года стала лауреатом Санкт-Петербургской независимой актёрской премии имени Владислава Стржельчика в номинации «Актёр театра и кино».
В мае 2014 года удостоена премии «Топ-50. Самые знаменитые люди Петербурга» в номинации «Театр» за активную работу в попечительском совете благотворительного фонда «Дети Б. Э. Л. А. Дети-бабочки» и роль Раневской в «Вишнёвом саде» Льва Додина.
7 сентября на 12-м фестивале отечественного кино «Московская премьера» была награждена призом имени Натальи Гундаревой за лучшую женскую роль (фильм «Зимы не будет» режиссёра Ильи Демичева).
20 марта 2015 года награждена профессиональным призом российской Ассоциации продюсеров кино и телевидения в области телевизионного кино как «Лучшая актриса телефильма/сериала» за роль Ольги в сериале «Ладога».
4 апреля «за большие заслуги в области театрального, кинематографического и музыкального искусства» Ксении Раппопорт присвоено почётное звание «Народный артист Российской Федерации».
В мае 2016 года «за выдающийся вклад в отношения между Италией и Российской Федерацией в кинематографической сфере» актриса удостоена почётной государственной награды Итальянской Республики — ордена Звезды Италии класса «Кавалер». Церемония награждения прошла 19 мая 2016 года в Москве, в Посольстве Италии в России. Вручая награду актрисе, чрезвычайный и полномочный посол Итальянской Республики в России Чезаре Мария Рагальини отметил:

Ксения Раппопорт — одна из тех, кто лучше всего воплощает сотрудничество между Россией и Италией в кинематографе. Мне кажется, ей удаётся чрезвычайно успешно раздваиваться между нашими двумя странами. Она не только ваша, но также и наша актриса. Поэтому сегодня мы очень горды и рады вручить ей почётный орден. Тем более, что было совсем непросто получить её согласие принять участие в этой церемонии.

17 мая 2017 года награждена призом за лучшую женскую роль на XXV всероссийском кинофестивале «Виват, кино России!» в Санкт-Петербурге за роль в художественном фильме Павла Лунгина «Дама пик» (2016).
В 2019 году снялась вместе с Константином Хабенским и Сергеем Гармашем в триллере «В раю правды нет». Сценарий к фильму написал Александр Цыпкин — автор книги «Женщины непреклонного возраста».

## Общественная деятельность
Является главой попечительского совета благотворительного фонда «Дети Б. Э. Л. А. Дети-бабочки», занимающегося всесторонней помощью детям с редким генетическим заболеванием — буллёзным эпидермолизом (БЭ). Таких детей называют «бабочками», метафорично сравнивая их чувствительную кожу с крылом бабочки.
До 15 декабря 2022 года входила в попечительский совет государственного благотворительного фонда «Круг добра».
В феврале 2022 года выступила против вторжения России на Украину.

## Семья
Состояла в отношениях с предпринимателем, бизнесменом Виктором Тарасовым (род. 1970).
- Дочь — Дарья-Аглая Викторовна Тарасова (род. 18 апреля 1994), российская киноактриса.

Фактический муж — Юрий Колокольников (род. 1980), актер, кинорежиссёр и кинопродюсер. Расстались в 2014 году.
- Дочь — София Юрьевна (род. 2011).

Муж — Дмитрий Вадимович Борисов (род. 1980), ресторатор. В разводе с мая 2019 года.
Живёт в Санкт-Петербурге. Значительную часть жизни проводит в Италии и Израиле. Владеет французским, итальянским и английским языками.

## Творчество

### Роли в театре
Академический Малый драматический театр — Театр Европы
- 2001 — «Чайка» А. П. Чехова (постановка Льва Додина) — Нина Михайловна Заречная, молодая девушка, дочь богатого помещика
- 2003 — «Дядя Ваня» А. П. Чехова (постановка Льва Додина) — Елена Андреевна, 27 лет, жена профессора Серебрякова
- 2004 — «Пьеса без названия» А. П. Чехова (постановка Льва Додина) — Софья Егоровна, жена Сергея Войницева
- 2010 — «Три сестры» А. П. Чехова (постановка Льва Додина) — Маша Прозорова, средняя из трёх сестёр
- 2012 — «Коварство и любовь» Фридриха Шиллера (постановка Льва Додина) — Леди Мильфорд
- 2014 — «Вишнёвый сад» А. П. Чехова (постановка Льва Додина) — Любовь Андреевна Раневская, помещица
- 2016 — «Гамлет» Уильяма Шекспира (постановка Льва Додина) — Гертруда, королева датская, мать Гамлета

Государственный драматический Театр на Литейном
- 2002 — «Эдип-царь» Софокла — Иокаста
- 2004 — «Слуга двух господ» Карло Гольдони — Беатриче Распони из Турина, в мужском костюме, под именем своего брата Федерико
- 2004 — «Антигона» Софокла — Исмена

Большой драматический театр имени Г. А. Товстоногова
- 2012 — «Трактирщица» Карло Гольдони — Мирандолина, трактирщица

#### Антреприза
- 2025 — «Неизвестный друг» Ивана Бунина (постановка Валерия Галендеева) — замужняя женщина [40].

Другое
- 2022 — «Эйнштейн и Маргарита» (режиссёр Александр Марин[англ.]) — Маргарита Конёнкова
- 2025 — «Не тот свет» (режиссёр Авдотья Смирнова), театр «Гешер»[41].

### Фильмография

#### Роли в кино
| Год       |     | Название                                                                                   | Роль |
| --------- | --- | ------------------------------------------------------------------------------------------ | --- |
| 1991      | ф   | Изыди!                                                                                     | Сима |
| 1993      | ф   | Русская невеста                                                                            | Кристина |
| 1997      | ф   | Анна Каренина / Anna Karenina (США)                                                        | Маша (Марья Николаевна), сожительница Николая Лёвина |
| 1998      | ф   | Цветы календулы                                                                            | Елена, дочь Серафимы Протасовой, внучка Инессы Иосифовны |
| 1998—1999 | с   | Агент национальной безопасности                                                            | Таня, подруга Снегирева, балерина |
| 1998—1999 | с   | Улицы разбитых фонарей 2                                                                   | Марина Урбанская |
| 1999      | ф   | Плачу вперёд!                                                                              | Натуся, студентка театрального института, любовница Михаила Распятова                                                                                          |
| 2000      | с   | Империя под ударом                                                                         | Алина |
| 2000—2001 | с   | Убойная сила 2                                                                             | жена Синницкого |
| 2001      | с   | Бандитский Петербург. Фильм 3. Крах Антибиотика                                            | Рахиль Даллет/Светлана Воронцова |
| 2002      | с   | Время любить                                                                               | Надя |
| 2003      | ф   | Невестка                                                                                   | Люба |
| 2004      | ф   | Сисси, мятежная императрица / Sissi, l’impératrice rebelle (Франция)                       | Мария |
| 2004      | ф   | Всадник по имени Смерть                                                                    | Эрна Бронштейн |
| 2006      | ф   | Незнакомка / La Sconosciuta (Италия)                                                       | Ирена / Ирина Ярошенко / Джорджия, украинская эмигрантка |
| 2006      | ф   | Рататуй                                                                                    | Марго |
| 2007      | ф   | Суженый-ряженый                                                                            | Ольга Сергеевна Кирсанова-Гусарова, жена Эдуарда Юрьевича |
| 2007      | ф   | Качели                                                                                     | Инна Максимовна, преподаватель детского балетного класса |
| 2008      | ф   | Юрьев день                                                                                 | Любовь Павловна, оперная певица |
| 2008      | ф   | Человек, который любит / L’uomo che ama (Италия)                                           | Сара, вице-директор гостиницы в центре города Турина, любовница Роберто                                                                                        |
| 2008      | ф   | Итальянцы / Italians (Италия)                                                              | Вера, переводчица |
| 2009      | ф   | Двойное время / La doppia ora (Италия)                                                     | Соня, горничная в туринском отеле, эмигрантка из Любляны |
| 2009      | ф   | Золотое сечение                                                                            | Мари де Женуи |
| 2010      | ф   | Сказка. Есть (новелла «Эпишоо»)                                                            | Гала Дмитриевна, завуч школы |
| 2010      | ф   | Отец и незнакомец / Il padre e lo straniero (Италия)                                       | Лиза |
| 2011      | ф   | Два дня                                                                                    | Мария Ильинична, заместитель директора музея-заповедника |
| 2011      | ф   | Распутин (Россия, Франция)                                                                 | Муня Головина, секретарь Григория Распутина |
| 2012      | ф   | Некуда спешить (новелла «Спасительный туннель»)                                            | Анна Феофанова, актриса |
| 2012      | ф   | Гольфстрим под айсбергом (Латвия, Россия; новелла «Аберрация чувств» «1990»)               | арабка в пустыне |
| 2013      | ф   | Экскурсантка (Россия, Литва)                                                               | Степанида, дочь бабы Нади |
| 2014      | ф   | Нас четверо / Noi 4 (Италия)                                                               | Лара |
| 2014      | ф   | Ледяной лес / La foresta di ghiaccio (Италия)                                              | Лана, инспектор полиции |
| 2014      | ф   | Невидимый мальчик / Il ragazzo invisibile (Италия)                                         | Елена |
| 2014      | ф   | Зимы не будет                                                                              | Ольга |
| 2015      | ф   | Мама дарагая!                                                                              | Галина, мать Славика |
| 2015      | ф   | Норвег                                                                                     | Анна, бывшая жена Кириллова |
| 2016      | ф   | Дама пик                                                                                   | Софья Майер, оперная дива (вокал — Агунда Кулаева) |
| 2016      | ф   | Фонограф (к/м)                                                                             | Елизавета Андреевна Лавровская, русская оперная певица |
| 2017      | ф   | Мифы                                                                                       | поэтесса |
| 2017      | ф   | Мот Нэ                                                                                     | Дина |
| 2017      | ф   | Невидимый мальчик: Второе поколение / Il ragazzo invisibile — Seconda generazione (Италия) | Елена |
| 2018      | ф   | Лёд                                                                                        | мать фигуристки Надежды Лапшиной |
| 2018      | ф   | День до                                                                                    | Маша |
| 2018      | ф   | Русский Бес                                                                                | Маша |
| 2019      | ф   | Одесса                                                                                     | Лора |
| 2019      | ф   | Пражская оргия / Pražské orgie (Чехия)                                                     | Ольга |
| 2020      | кор | Это неважно                                                                                | Короткометражный фильм, снятый для благотворительного фестиваля-аукциона «Action!». Участник официальной программы кинофестиваля Кинотавр 2020(«#ЭТОНЕВАЖНО»). |
| 2021      | ф   | Мама, я дома                                                                               | Тоня |
| 2021      | ф   | Голем                                                                                      | Рахиль |
| 2021      | ф   | Джетлаг                                                                                    | Мелиора |
| 2021      | ф   | На близком расстоянии                                                                      | Инга |
| 2022      | ф   | Единица Монтевидео                                                                         | Женька |
| 2022      | ф   | Жанна                                                                                      | Жанна |
| 2022      | ф   | Происшествие в стране Мульти-Пульти                                                        | старуха Шапокляк / ведущая программы «Будильник» |
| 2023      | ф   | За нас с вами                                                                              | Зина Лурье |
| 2023      | ф   | Срок времени / L'ordine del tempo (Италия)                                                 | Паола |
| 2024      | ф   | Летучий корабль                                                                            | цыганка (нет в титрах) |

#### Роли в телесериалах
- 1999 — Агент национальной безопасности (серия № 4 «Три дня до эфира») — Татьяна Павлова, балерина
- 1999 — Улицы разбитых фонарей 2. Новые приключения ментов (серия № 16 «Всё это рок-н-ролл») — Марина Урбанская
- 2000 — Империя под ударом (серия № 3 «Двойной Нельсон») — Алина
- 2001 — Бандитский Петербург. Фильм 3. Крах Антибиотика (серии № 2—6) — Рахиль Даллет (Светлана Игоревна Воронцова)
- 2001 — Убойная сила 2 (фильм № 3 «След бумеранга») — жена Стаса Синицкого
- 2002 — По имени Барон — Дебора, мать криминального авторитета «Барона»
- 2002 — Агентство НЛС 2 (серия № 8) — «Маркиза»
- 2002 — Нож в облаках — Полина Чарская, актриса
- 2002 — Время любить — Надя
- 2003 — Не ссорьтесь, девочки! — Соня Сквирская, дизайнер интерьера, подруга Юлии и Нонны
- 2005 — Гибель империи (серия № 1 «Демон») — Алина Горская
- 2005 — Есенин — Галина Артуровна Бениславская, друг и литературный секретарь поэта Сергея Есенина
- 2005 — Гражданин начальник 2 — Анна Карно
- 2007 — Ликвидация — Ида Казимировна Кашетинская, подруга бандита Игоря Чекана, наводчица
- 2007 — Важнее, чем любовь (фильм № 1 «Длинный день») — Вероника Владимирцева, журналист
- 2008 — Исаев (часть № 1 «Бриллианты для диктатуры пролетариата») — Лидия Ивановна Боссэ, певица, агент ЧК
- 2012 — Белая гвардия — Елена Васильевна Турбина-Тальберг, сестра Алексея
- 2012 — После школы — Жанна Ивановна, завуч, учитель испанского языка
- 2013 — Ладога — Ольга Каминская
- 2016 — Мата Хари (Португалия, Россия, Украина) — Эльсбет Шрагмюллер
- 2020 — Мёртвые души — Анна
- 2021 — Вертинский — Лидия Павловна
- 2022 — Конец света — Нелли
- 2023 — Неприличные деньги — Марина Борисовна

## Награды и звания
- Кавалер ордена Звезды Италии (28 декабря 2015 года, Италия) — за вклад в развитие отношений между Россией и Италией в кинематографической сфере[44][45].
- Народный артист Российской Федерации (4 апреля 2015 года) — за большие заслуги в области театрального, кинематографического и музыкального искусства[3].
- Заслуженный артист Российской Федерации (11 декабря 2009 года) — за заслуги в области искусства[46].
- Верю. Константин Станиславский (2013).